# Triteleia minor
Triteleia minor är en stekelart som beskrevs av Mikhail Vasilievich Kozlov och Kononova 1985. Triteleia minor ingår i släktet Triteleia och familjen Scelionidae. Inga underarter finns listade i Catalogue of Life.